# Virginie Wagon
Pour les articles homonymes, voir Wagon (homonymie).
Virginie Wagon est une réalisatrice et scénariste française.

## Biographie
Née le 26 mai 1965.
Diplômée en économie, elle devient ensuite journaliste reporter d'images indépendante pour de nombreuses  chaînes Tv. Puis en 1994, elle réalise son premier court métrage de fiction, Grandir.
Elle travaille d'abord pour la télévision, réalisant documentaires et reportages. Puis elle écrit et réalise également des fictions pour le cinéma et la télévision.

## Filmographie

### Réalisatrice
- 1995 : Grandir (court-métrage)
- 2000 : Le Secret[3](long-métrage)
- 2002 : Sous mes yeux (TV)
- 2003 : Masculin / Féminin (série TV)[4]
- 2006 : L'Enfant d'une autre (TV)
- 2009 : La Belle Vie (TV)
- 2012 : Clara s'en va mourir (TV
- 2016 : Harcelée (TV)
- 2018 : Un si grand soleil (série TV)
- 2022 : Répercussions (TV)

### Scénariste
- 1995 : Grandir (court-métrage)
- 1998 : La Vie rêvée des anges (LM)
- 1999 : Le Petit Voleur (LM)
- 2000 : Le Secret[3](LM)
- 2002 : Sous mes yeux (TV)
- 2003 : Masculin / Féminin (série TV)[4]
- 2006 : L'Enfant d'une autre (TV)
- 2009 : La Belle Vie (TV)
- 2012 : Clara s'en va mourir (TV)
- 2016 : Harcelée (TV)
- 2018 : Jamais sans toi, Louna (TV)
- 2020 : Angie (TV)
- 2022 / Ada (série TV) Répercussions (TV)

## Récompenses
- 1996 : Grand Prix du Festival de Lille pour Grandir
- 2000 : Prix Michel d’Ornano au Festival de Deauville pour Le Secret[5]
- 2006 : Mention spéciale du jury du 41e Festival international de Karlovy Vary pour L'Enfant d'une autre[6]
- 2012 : Prix du scénario au Festival du film de télévision de Luchon pour Clara s'en va mourir
- 2016 : Meilleur scénario pour Harcelée au Festival de la fiction TV de La Rochelle, obtenu avec Nathalie Kuperman et Raphaëlle Roudaut et   Meilleure actrice pour Armelle Deutsch
- 2022 : Prix du scénario pour Répercussions au festival de Luchon